# Satisfaction (série télévisée, 2013)
Cet article concerne la série télévisée canadienne. Pour la série télévisée australienne, voir Satisfaction.
Pour les articles homonymes, voir Satisfaction (homonymie).
Satisfaction est une série télévisée canadienne en treize épisodes de 23 minutes créée par Tim McAuliffe, diffusée entre le 24 juin et le 16 septembre 2013 sur le réseau CTV.
Cette série est inédite dans tous les pays francophones.

## Distribution
- Luke Macfarlane : Jason Howell
- Leah Renee Cudmore (en) : Maggie Bronson
- Ryan Belleville (en) : Mark Movenpick
- Mark Critch (en) : Gary Breakfast
- Pat Thornton (en) : Simon Clarke
- Thomas Mitchell : Doug St. Bruce
- Nikki Payne (en) : Bea

### Invités
- Tommy Chong : Tommy Chong[2] (épisode 4)
- Gordon Pinsent : Dr Faskin[2] (épisode 4)
- Andy Kindler (en) : Mr. Dodd[2] (épisode 4)
- Jessica Paré : Robin[2] (épisode 5)
- Gabrielle Miller : Denise[2] (épisode 5)
- Jerry O'Connell : David Roman[2] (épisode 6)
- Kate Corbett : Janet (épisode 7)
- Kate Todd : Taylor (épisode 9)
- John Bregar (en) : Quinn (épisode 10)

## Fiche technique
- Créateur : Tim McAuliffe
- Scripteurs : Tim McAuliffe, Mark Critch, Jason Belleville, Tim Polley, Jenn Engels, et Ryan Belleville.
- Réalisateurs : Shawn Alex Thompson, Jason Priestley, Mike Clattenburg, James Dunnison, Steve Wright et Keith Samples.
- Producteurs exécutifs : Michael Donovan et Tim McAuliffe.
- Producteurs : Steven DeNure, Tracey Jardine et Jim Corston.
- Société de production : DHX Media Ltd., en association avec CTV et Lionsgate[3].

## Épisodes
1. The Blackout Cometh
2. The Internship, Relationship, Friendship
3. The Wind Beneath My Wingman
4. The Pot and the Pirate
5. First Contact
6. Penis Face Cat Funeral
7. Janet
8. Sunday Brunchy Sunday
9. No Money, Mo Problems
10. Confrontations
11. Fade to Blackened
12. Daddy Issues
13. Save the Date

## Accueil
Le pilote a attiré 524 000 téléspectateurs, le quatrième épisode, 409 000 téléspectateurs et le dernier épisode, 502 000 téléspectateurs.